# Mycomicrothelia punctata
Mycomicrothelia punctata är en lavart som beskrevs av Aptroot. Mycomicrothelia punctata ingår i släktet Mycomicrothelia och familjen Trypetheliaceae.   Inga underarter finns listade i Catalogue of Life.